# Relazioni bilaterali tra Brasile e Italia
Le relazioni bilaterali tra Brasile e Italia sono le relazioni diplomatiche tra Brasile e Italia. Entrambe le nazioni godono di relazioni amichevoli, la cui importanza è incentrata sulla storia dell'emigrazione italiana in Brasile. Circa 31 milioni di brasiliani hanno affermato di avere origini italiane (circa il 15% della popolazione), rendendola il maggior numero di persone con origini italiane complete o parziali al di fuori dell'Italia, con la città brasiliana di San Paolo che è la città più popolosa con origini italiane nel mondo. Entrambe le nazioni sono membri comuni delle principali economie del G20, delle Nazioni Unite e dell'Organizzazione mondiale del commercio.

## Storia
Nel settembre 1822, il Brasile dichiarò la sua indipendenza dal Portogallo. Nel 1826 il ducato di Parma riconobbe l'indipendenza del Brasile e nel 1827, e l'ambasciatore del Regno delle Due Sicilie arrivò in Brasile. Nel 1836, il futuro unificatore italiano Giuseppe Garibaldi andò in esilio in Brasile e assistette nel movimento separatista per lo stato brasiliano del Rio Grande do Sul. Nel 1861, l'imperatore brasiliano Pedro II riconobbe il Regno d'Italia sotto il re Vittorio Emanuele II. Nel novembre 1861, l'Italia ha aperto una missione diplomatica a Rio de Janeiro. Nell'ottobre 1871, l'imperatore Pedro II viaggiò in Italia come parte del suo tour europeo.
La migrazione italiana verso il Brasile iniziò nel 1875 quando il Brasile iniziò a promuovere la migrazione verso il paese al fine di aumentare la sua popolazione e quindi creò "colonie" principalmente nelle aree rurali per la migrazione di italiani e altri europei. Tra il 1880 e il 1920, oltre un milione di italiani immigrarono in Brasile. Nel 1924, il principe piemontese italiano (futuro re Umberto II) visitò la città di Salvador, Bahia, poiché Rio de Janeiro (la capitale brasiliana all'epoca) era considerata non sicura per il principe e San Paolo fu temporaneamente assunta dai ribelli. La visita principale del Principe in Brasile (e in altre nazioni sudamericane) faceva parte di un piano politico di fascismo per collegare il popolo italiano che viveva fuori dall'Italia con la sua madrepatria.

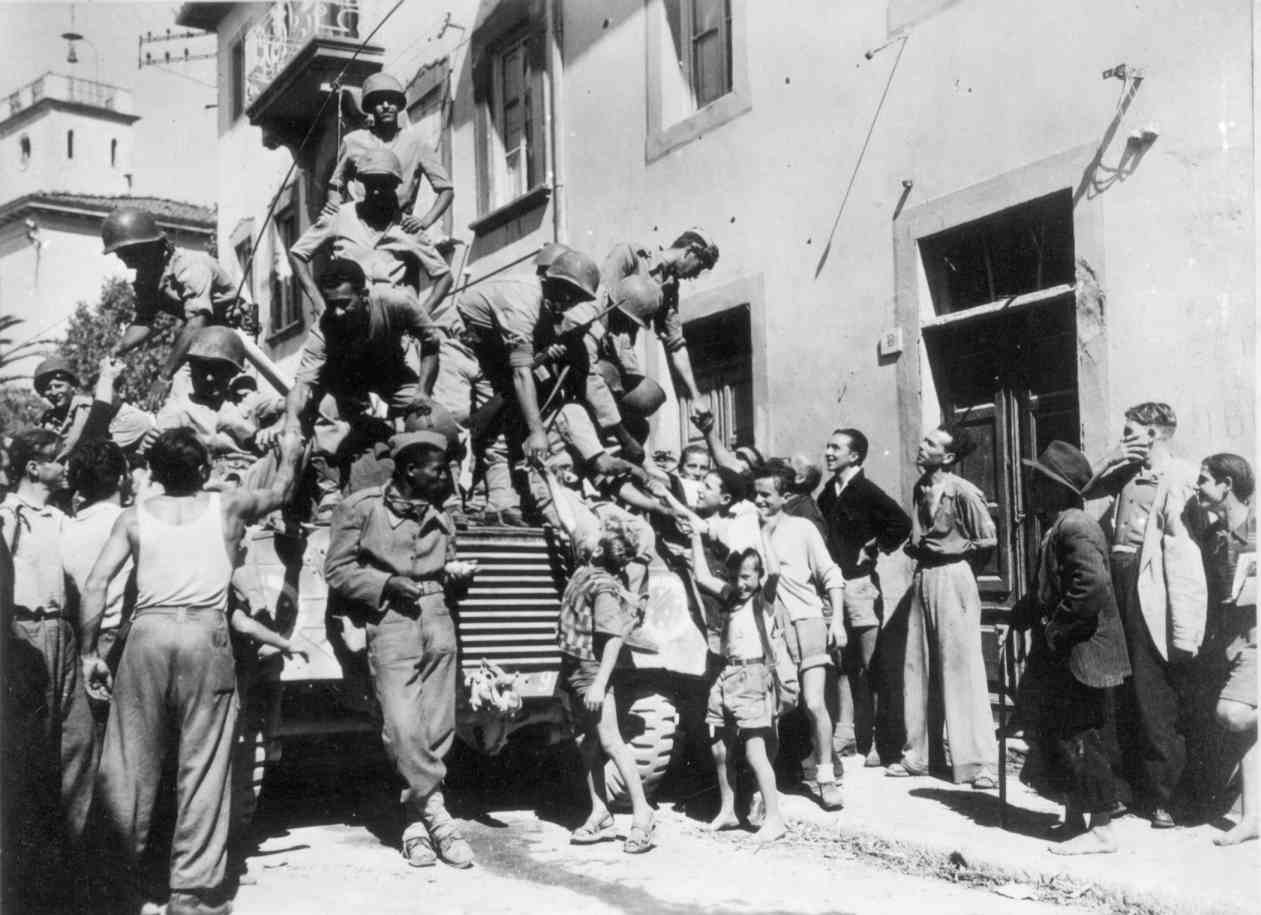
Soldati brasiliani nella città di Massarosa; Settembre 1944.

Durante la prima guerra mondiale, il Brasile dichiarò guerra alle potenze centrali dopo l'affondamento e la cattura di diverse navi mercantili brasiliane e fu l'unica nazione latinoamericana ad essere coinvolta attivamente nella guerra inviando otto navi da guerra in Europa e 100 paramedici in Francia. Alla fine della guerra, sia il Brasile che l'Italia hanno aderito al trattato di Versailles.
All'inizio della seconda guerra mondiale nel settembre 1939; Il Brasile rimase neutrale, tuttavia, i sottomarini tedeschi ( U-Boats ) affondarono sei navi brasiliane nell'Atlantico e il Brasile dichiarò guerra alla Germania e all'Italia il 22 agosto 1942. Durante la guerra, il Brasile inviò una forza di spedizione composta da 23.000 soldati che preso parte alla campagna italiana. Le forze brasiliane combatterono principalmente nelle regioni Toscana ed Emilia-Romagna. Nel 1944, il Brasile ristabilì le relazioni diplomatiche complete con l'Italia.
Dalla fine delle guerre mondiali, sia il Brasile che l'Italia hanno rafforzato le loro relazioni concordando diversi accordi bilaterali come un Accordo sulla migrazione (1977); Accordo per evitare la doppia imposizione (1979); Trattato di estradizione (1989); Trattato sulla cooperazione giudiziaria in materia penale (1993); Accordo di cooperazione scientifica e tecnologica (1997), tra gli altri. Entrambe le nazioni sono attori attivi nelle organizzazioni internazionali e i leader di entrambe le nazioni hanno effettuato visite ufficiali nelle rispettive nazioni, rispettivamente, in numerose occasioni.

## Visite di stato

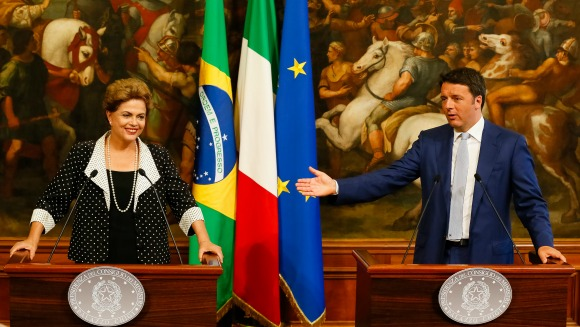
Ex presidente Dilma Rousseff ed ex primo ministro Matteo Renzi a Roma

Visite presidenziali dal Brasile all'Italia
- Presidente Fernando Collor de Mello (1990)
- Presidente Fernando Henrique Cardoso (1997)
- Presidente Luiz Inácio Lula da Silva (2005, 2009)
- Presidente Dilma Rousseff (2013, 2015)

Visite presidenziali e di primo ministro dall'Italia al Brasile
- Presidente Giuseppe Saragat (1965)
- Presidente Oscar Luigi Scalfaro (1995)
- Presidente Carlo Azeglio Ciampi (2000)
- Primo Ministro Romano Prodi (2007, 2009)
- Primo Ministro Silvio Berlusconi (2010)
- Primo Ministro Matteo Renzi (2016)

## Commercio
Nel 2015, il commercio totale tra Brasile e Italia è stato di $ 7,4 miliardi di dollari. Italia è uno dei dieci maggiori partner commerciali del Brasile a livello globale. Nel 2013, gli investimenti italiani in Brasile sono ammontati a 15,2 miliardi di euro. Case automobilistiche italiane come Ferrari, Fiat e Lamborghini sono presenti in Brasile, così come i prodotti di moda italiana e alimentari italiani. Aziende brasiliane come Embraer e aziende agricole operano in Italia. Nel 2000, i paesi membri del Mercosur (che include il Brasile) e l'Unione europea (che comprende l'Italia) hanno avviato i negoziati su un accordo di libero scambio.

## Missioni diplomatiche residenti
- Il Brasile ha un'ambasciata a Roma[19] e un consolato generale a Milano.[20]
- L'Italia ha un'ambasciata a Brasilia,[21] consolati generali a Curitiba,[22] Porto Alegre,[23] Rio de Janeiro,[24] San Paolo,[25] e consolati a Belo Horizonte[26] e a Recife.[27]

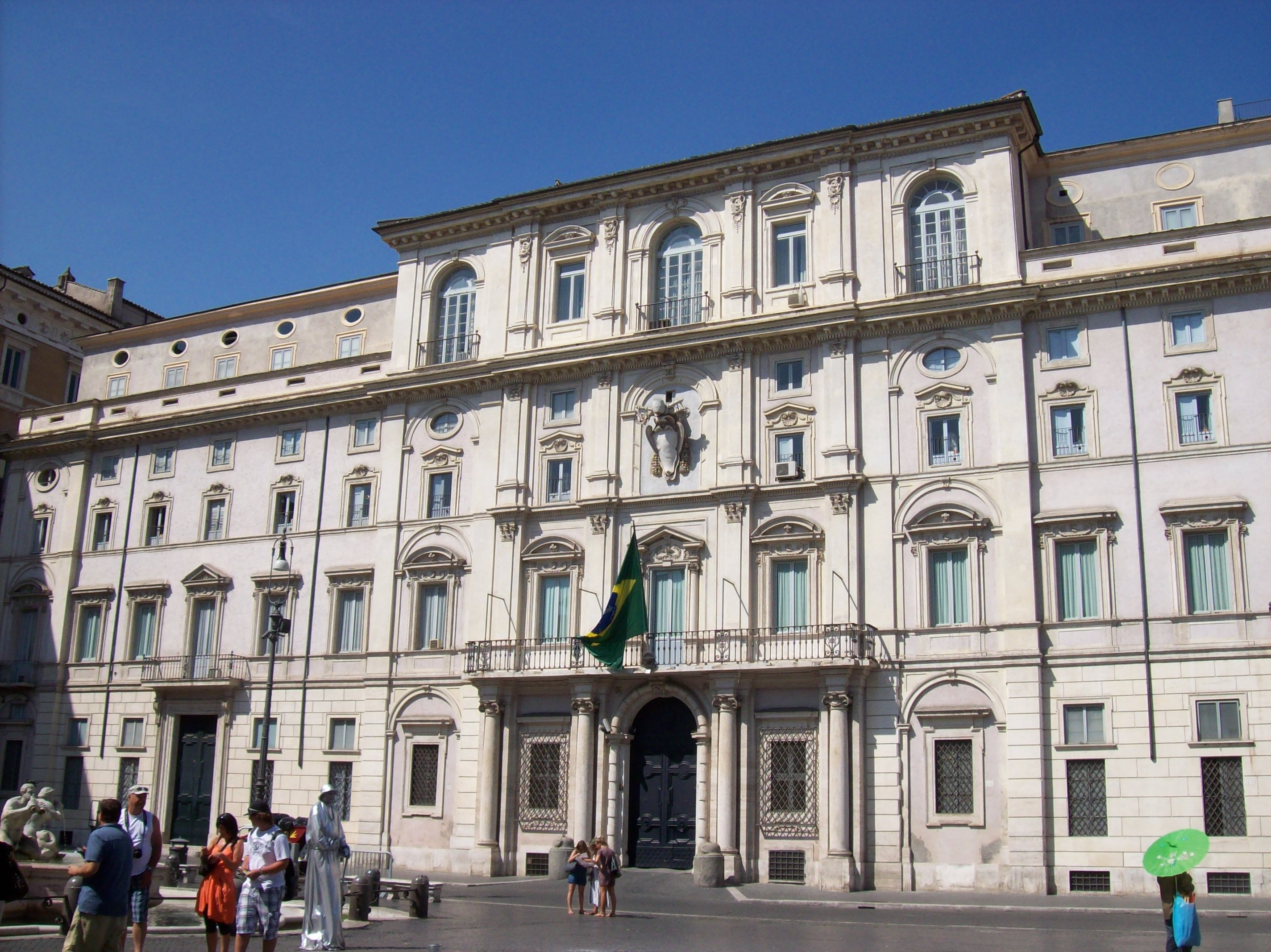
Ambasciata del Brasile a Roma
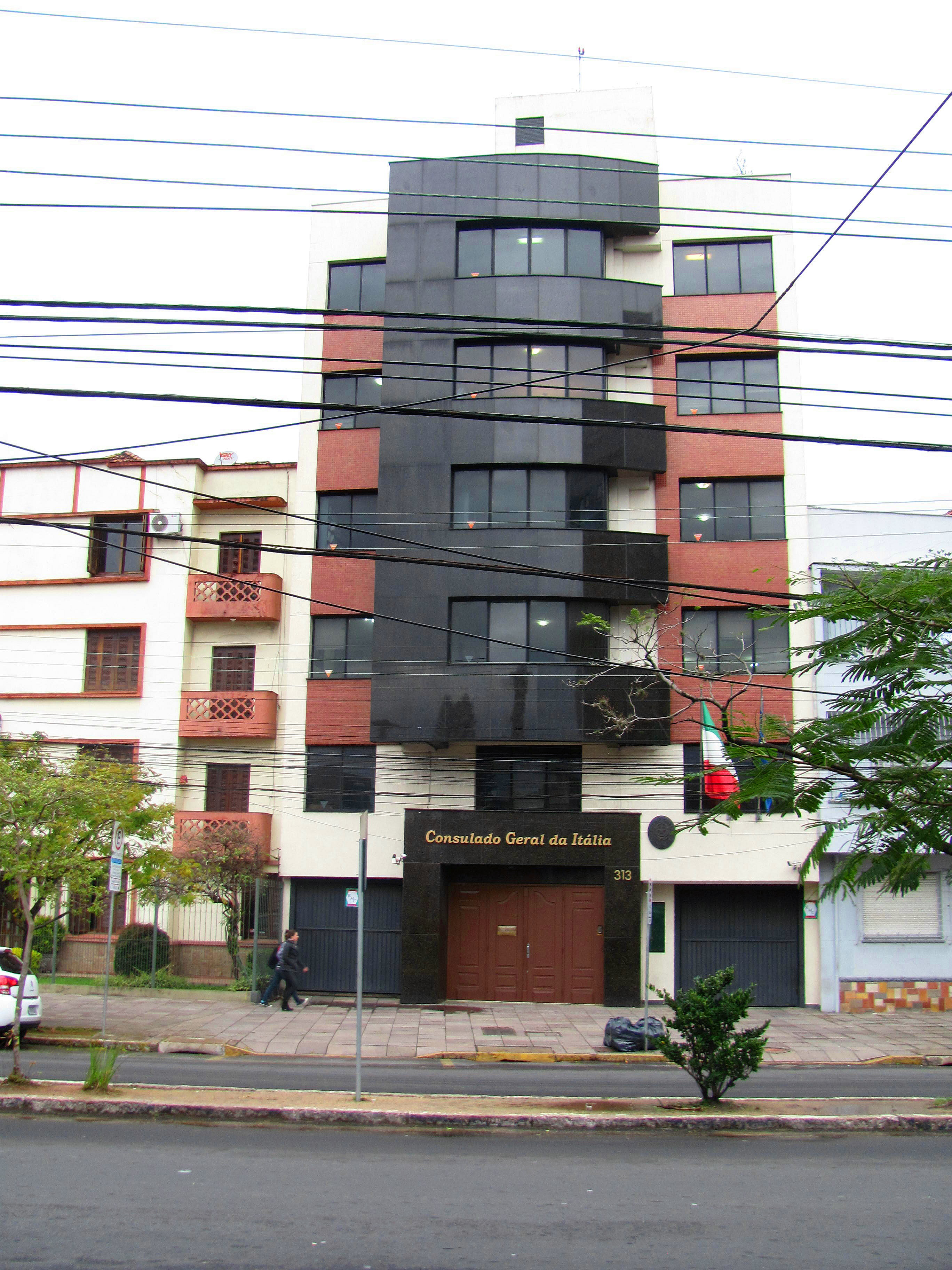
Consolato Generale d'Italia a Porto Alegre
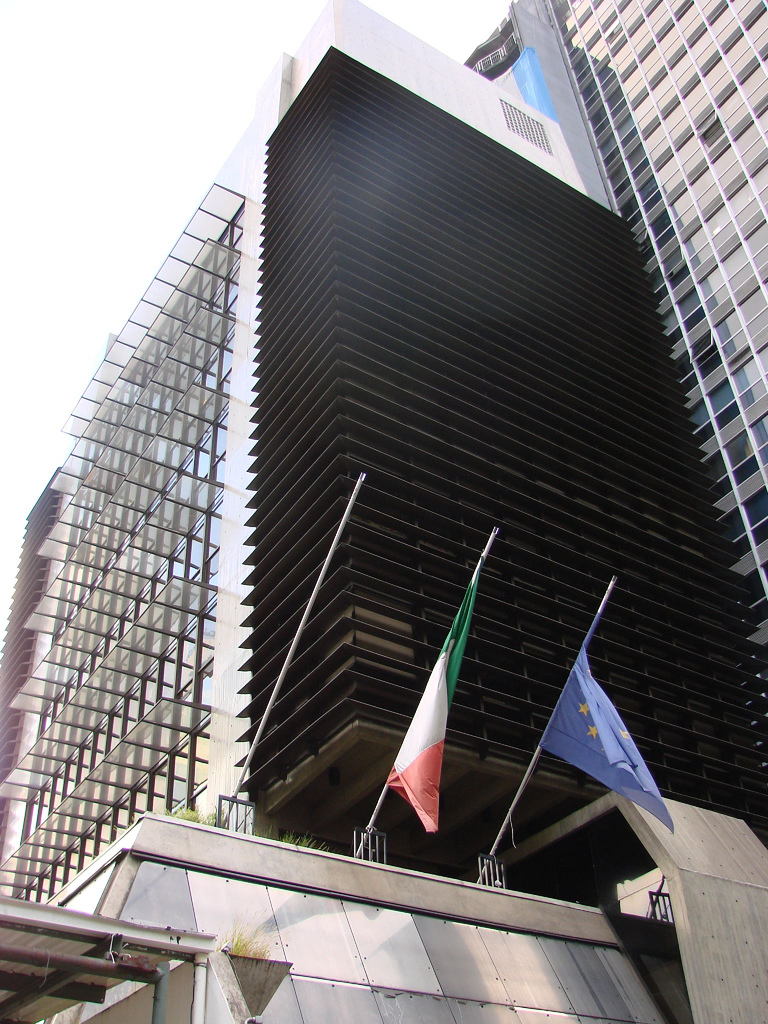
Consolato Generale d'Italia a San Paolo